# Central World Tower
La Central World Tower est un gratte-ciel de 199 mètres de hauteur construit dans le quartier de Pathum Wan (Khet) à Bangkok en 2004. C'est un immeuble de bureau de 80 000 m2. 
La tour fait partie du complexe Central World qui comporte aussi la tour Centara Grand at CentralWorld (c'est un hôtel) et un centre commercial de 600 000 m2.
La construction s'est arrêtée en 1999 après que 39 des 63 étages furent achevés. Elle a repris en 2003 avec un nouveau design.
L'architecte est l'agence chinoise P & T Group